# Strigocuscus
Strigocuscus és un gènere de marsupials de la família dels falangèrids. El gènere inclou dues espècies:
- Cuscús petit de Sulawesi (Strigocuscus celebensis)
- Cuscús de les illes Banggai (Strigocuscus pelengensis)